# Auchel
Auchel (in piccardo Auchez) è un comune francese di 11 310 abitanti situato nel dipartimento del Passo di Calais nella regione dell'Alta Francia.

## Società

### Evoluzione demografica
Abitanti censiti